# Giovanni Sabbatucci
Giovanni Sabbatucci (Sellano, 24 agosto 1944 – Roma, 2 dicembre 2024) è stato uno storico e giornalista italiano, considerato uno dei massimi storici del fascismo.

## Biografia
Si laureò a Roma nel 1968 con lo storico Renzo De Felice, presentando una tesi in storia moderna sui rapporti fra irredentismo e nazionalismo. Assieme a Emilio Gentile, altro allievo di De Felice, era uno dei più accreditati storici del Ventennio oltreché dell'epoca contemporanea e dell'Italia repubblicana. Insegnò a lungo all'Università di Macerata. Dal 1997 fu professore ordinario di storia contemporanea presso la Sapienza - Università di Roma, occupando la cattedra che era stata del suo maestro De Felice.
Collaborò con la rivista L'Espresso, poi alle pagine culturali del Corriere della Sera di Milano. Dal 1994 fu editorialista del quotidiano romano Il Messaggero e collaborò con Il Mattino di Napoli. Fu ospite di trasmissioni radiofoniche RAI e consulente dei programmi televisivi di Rai 3 e Rai Storia La grande storia, Il tempo e la storia e Passato e presente: di questi ultimi due fu anche membro del comitato scientifico nonché un ospite ricorrente in video. Era noto anche per un manuale scolastico che aveva realizzato nel 1988 con i colleghi Andrea Giardina e Vittorio Vidotto, «testo di esemplare chiarezza che, considerando le sue diverse edizioni aggiornate, è arrivato a vendere due milioni di copie».
Sostenne la tesi innocentista a favore di Giovanni Scattone e Salvatore Ferraro, due assistenti della cattedra di filosofia del diritto della facoltà di giurisprudenza presso la Sapienza - Università di Roma, accusati dell'omicidio della studentessa Marta Russo (1997).
Giovanni Sabbatucci è morto a Roma il 2 dicembre 2024 all'età di 80 anni dopo una lunga malattia. Amava la montagna ed era un appassionato sciatore sulle Dolomiti.

## Opere
- Il problema dell'irredentismo e le origini del movimento nazionalista in Italia, in "Storia contemporanea", a. I, n. 4 e a. II, n. 1, 1971.
- I combattenti nel primo dopoguerra, Roma-Bari, Laterza, 1974.
- La crisi italiana del primo dopoguerra. La storia e la critica, a cura di, Roma-Bari, Laterza, 1976.
- La stampa del combattentismo (1918-1925), Bologna, Cappelli, 1979.
- Fascist Institutions: Problems and recent Interpretations, in "Journal of Italian History", 1979.
- Storia del socialismo italiano, diretta da, 6 voll., Roma, Il poligono, 1980-1981.
- Il terremoto del 1919: la riforma elettorale e la crisi del sistema liberale, in Studi in onore di Paolo Alatri, II, L'Italia contemporanea, Napoli, Edizioni scientifiche italiane, 1991.
- Il suicidio della classe dirigente liberale, in "Italia contemporanea", 1989.
- Il riformismo impossibile. Storie del socialismo italiano, Roma-Bari, Laterza, 1991. ISBN 88-420-3755-9.
- Storia d'Italia, a cura di e con Vittorio Vidotto, 6 voll., Roma-Bari, Laterza, 1994-1999.
- Le riforme elettorali in Italia, 1848-1994, Milano, Unicopli, 1995. ISBN 88-400-0367-3.
- Le generazioni della guerra, in "Parole Chiave", 1998.
- Miti e storia dell'Italia unita, con Luciano Cafagna, Giovanni Belardelli ed Ernesto Galli della Loggia, Bologna, Il Mulino, 1999. ISBN 88-15-07259-4.
- Prefazione a Alberto Beretta Anguissola e Alessandro Figà Talamanca, La prenderemo per omicida. Caso Marta Russo, il dramma di Gabriella Alletto, Roma, Koinè nuove edizioni, 2001. ISBN 88-87509-17-4.
- Storia contemporanea, con Vittorio Vidotto, (L'Ottocento, Il Novecento), 2 voll., Roma-Bari, Laterza, 2002. ISBN 88-420-6551-X, ISBN 88-420-6552-8.
- La Grande Guerra come fattore di divisione, in Due nazioni. Legittimazione e delegittimazione nella storia dell'Italia contemporanea, a cura di Loreto Di Nucci ed Ernesto Galli della Loggia, Bologna, Il Mulino, 2003. ISBN 88-15-09555-1.
- Il trasformismo come sistema. Saggio sulla storia politica dell'Italia unita, Roma-Bari, Laterza, 2003. ISBN 88-420-6924-8.
- Il fallimento del liberalismo e le crisi del primo dopoguerra, in "Mélanges de l'École française de Rome", n. 2, 2002.
- Il mondo contemporaneo. Dal 1848 ad oggi, con Vittorio Vidotto, Roma-Bari, Laterza, 2004. ISBN 88-420-7311-3.
- La democrazia liberale e i suoi nemici, in "Mondo contemporaneo", n. 3, 2005.
- Consulenza storica a Marcello Sorgi, Edda Ciano e il comunista. L'inconfessabile passione della figlia del Duce, Milano, Rizzoli, 2009. ISBN 978-88-17-03053-3.
- Partiti e culture politiche nell'Italia unita, Roma-Bari, Laterza, 2014. ISBN 978-88-581-1184-0.
- Storia contemporanea. Dalla Grande Guerra a oggi, con Vittorio Vidotto, Roma-Bari, Laterza, 2019.
- Il mondo contemporaneo, con Vittorio Vidotto, Roma-Bari, Laterza, 2019.

Manuali scolastici
- Uomini e storia, con Andrea Giardina e Vittorio Vidotto, 3 voll., Roma-Bari, Laterza, 1988.
- Manuale di storia, con Andrea Giardina e Vittorio Vidotto, 3 voll., Roma-Bari, Laterza, 1988.
- Corso di storia, con Andrea Giardina e Vittorio Vidotto, 3 voll., Roma-Bari, Laterza, 1991.
- Storia, documenti, storiografia, con Andrea Giardina e Vittorio Vidotto, 4 voll., Roma-Bari, Laterza, 1993.
- Storia, con Andrea Giardina e Vittorio Vidotto, 4 voll., Roma-Bari, Laterza, 1994.
- Guida alla Storia, con Andrea Giardina e Vittorio Vidotto, 3 voll., Roma-Bari, Laterza, 1995.
- Profili storici. Con percorsi di documenti e di critica storica, con Andrea Giardina e Vittorio Vidotto, 3 voll., Roma-Bari, Laterza, 1997.
- Il manuale. Moduli di storia, con Andrea Giardina e Vittorio Vidotto, 3 voll., Roma-Bari, Laterza, 1998.
- Itinerari nella storia, con Andrea Giardina e Vittorio Vidotto, 3 voll., Roma-Bari, Laterza, 1999.
- Il mosaico e gli specchi, con Andrea Giardina e Vittorio Vidotto, 3 voll., Roma-Bari, Laterza, 2003.
- Prospettive di storia. Spazi percorsi temi, con Andrea Giardina e Vittorio Vidotto, 3 voll., Roma-Bari, Laterza, 2004.
- Nuovi Profili storici. Con percorsi di documenti e di critica storica, con Andrea Giardina e Vittorio Vidotto, 3 voll., Roma-Bari, Laterza, 2007.
- I mondi della Storia, con Andrea Giardina e Vittorio Vidotto, 3 voll., Roma-Bari, Laterza, 2014.
- Lo spazio del tempo. Storia Documenti Storiografia, con Andrea Giardina e Vittorio Vidotto, 3 voll., Roma-Bari, Laterza, 2015.